# 呉質
呉 質（ご しつ、177年 - 230年）は、中国後漢末期から三国時代の政治家、文学者。魏に仕えた。字は季重。兗州済陰郡鄄城県の人。子は呉応・呉夫人（司馬師の妻）。孫は呉康。『三国志』に独立した伝は立てられていないが、魏書王粲伝の注に引用された『魏略』にまとまった記述がある。

## 略歴
曹操に仕え、広い才能と学識によって、曹丕をはじめとする諸侯から寵愛された。曹丕・曹植による後継争いが起きると、兄弟の間をうまく立ち回りつつ、曹丕の擁立に尽力した。この時、曹丕に曹操の面前で嘘泣きをするよう進言し実行させ、あたかも感動させているように見せかけたという逸話がある。劉楨とともに曹丕の賓客となり出入りしていたが、劉楨が不敬罪で処罰を受けると、朝歌県の県長に左遷となり、後に元城の令となった。呉質が朝歌県長を務めていた頃、曹植は当時曹操から非常に寵愛を受けていた。このため不安を感じていた曹丕は、呉質を呼び出して行李の中に隠れさせ、ひそかに参内させて対策を練った。しかし曹植派の楊修はこれを察知し、呉質が勝手に任地を離れている事を曹操に報告した。しかし曹操は調査を行おうとしなかったという。呉質は、心配した曹丕から相談を受けると「今度は行李に絹を入れて参内させましょう」と助言した。曹丕が再び行李を持参し参内すると、楊修は案の定、再びこのことを報告した。このため曹操も調査をする事にしたが、行李の中には絹しか入っていなかったため、しだいに曹操は「楊修こそが曹丕派を陥れようとしているのではないか」と疑うようになった。
217年、疫病で建安七子を初めとする当時を代表する文学者が次々に没する中、生き残った呉質は王象などと共に曹丕の寵愛を受けるようになった。曹丕が太子になると、司馬懿・陳羣・朱鑠と共に太子四友となった（『晋書』宣帝紀）。曹丕（文帝）は即位すると、かつての遊び仲間の中で、呉質のみが長史という低い身分のままであったのを哀れみ、呉質を召し出して北中郎将に任命し列侯に採り立て、さらに使持節・都督幽并二州諸軍事に任じ、信都を治所とさせた。時期は不明だが、最終的には仮節・都督河北諸軍事・振威将軍に昇進したとある。
宴席などでも、曹丕は呉質にいろいろと特別待遇を与えた。呉質は曹丕の寵愛をかさにきて、他人に対し傲慢で勝手に振る舞う一面があったとされ、宴席で曹真や朱鑠に無礼な振る舞いや発言をしたといわれる（呉質伝が引く『呉質別伝』）。また北中郎将時代、当時幽州刺史だった崔林が頭をさげようとしなかったため、功績を挙げていたにもかかわらず河間太守に降格したとある（崔林伝）。
226年、曹丕が崩御すると詩を送り痛惜した。
太和年間に入朝したとき、自らと出身が同じ郡の人々から軽視されていることに怒り、無礼な言葉を放ったため、同じく同郡出身者だった董昭にたしなめられた。
230年、侍中となった。曹叡（明帝）に対し、陳羣を誹謗するような発言をしたため、曹叡もそれを聞き容れて陳羣を問責した。しかし、他の郡臣達からは「呉質の進言こそが的外れだ」と考えられていたという。同年のうちに病没した。
あるとき呉の胡綜は、呉質が魏の国内において疑いの目で見られているという噂を聞きつけたため、偽の降服文で呉質の謀反をでっち上げようとした。しかしこの文章が世に出回ったとき、既に呉質は侍中に任命され中央に召喚されていたという。
死後「醜侯」と諡された。後に子の呉応が事実に反すると上奏したため、正元年間に「威侯」と改められた。